# Kamen Rider Den-O
Kamen Rider Den-O (仮面ライダー電王, Kamen Raidā Den'ō,  Masked Rider Den-O) is een Japanse tokusatsuserie, en de 17e van de Kamen Rider series. De serie is een coproductie tussen Ishimori Productions en Toei. De serie debuteerde op 28 januari 2007.

## Plot
De serie draait om Ryotaro Nogami, alias de held Kamen Rider Den-O. Hij krijgt op een dag de taak om de strijd aan te gaan met een futuristisch ras genaamd de Imagin, die proberen de geschiedenis te verstoren. Met een trein genaamd de DenLiner reist hij naar verschillende tijdperken om daar de Imagin te bevechten, die daar de tijd lijn willen veranderen. Op zijn reis wordt hij bijgestaan door enkele goede Imagin.

## Personages

### Kamen Riders
- Kamen Rider Den-O (仮面ライダー電王, Kamen Raidā Den'ō), alias Ryotaro Nogami (野上 良太郎, Nogami Ryōtarō), is de primaire held van de serie. Hij is een jonge man die al veel tegenslag in zijn leven heeft gekend. Zijn ouders kwamen om toen hij nog jong was, waarna hij door zijn oudere zus werd opgevoed. Hij is een zogenaamde “Singularity Point”, een persoon die in staat is de Imagin te weerstaan. Tevens kan een Singularity Point bestaan buiten de tijdlijn, waardoor veranderingen in de tijd geen invloed op hen hebben. Dit is een unieke eigenschap die Ryotaro geschikt maakt om een Kamen Rider te worden. Hij vond per toeval de Rider Pass waarmee hij toegang kreeg tot de DenLiner.
In het begin was Ryotaro allesbehalve gelukkig met zijn nieuwe lot als superheld. Hij was dan ook de eerste Kamen Rider die geheel tegen wil en dank een held werd.
Als Kamen Rider Den-O beschikt Ryotaro over verschillende gedaantes:
  - Plat Form (プラットフォーム, Puratto Fōmu): Den-O’s meest primaire vorm. Hij gebruikt deze vorm maar zelden daar het de zwakste van alle vormen is.
  - Sword Form (ソードフォーム, Sōdo Fōmu): de meest gebalanceerde van al zijn vormen. Heeft als enige zwakte dat hij in deze vorm niet in of onder water kan vechten.
  - Rod Form (ロッドフォーム, Roddo Fōmu): een vorm gespecialiseerd in onderwater gevechten. Een van de minste gebruikte vormen.
  - Ax Form (アックスフォーム, Akkusu Fōmu): geeft Kamen Rider Den-O versterkte kracht en verdediging, maar verminderd zijn snelheid. Is fysiek gezien de sterkste van de Kamen Rider vormen.
  - Gun Form (ガンフォーム, Gan Fōmu): een van de meest superieure vormen. Geeft Kamen Rider Den-O verhoogde snelheid, en een pistool als wapen.
  - Wing Form (ウイングフォーム, Uingu Fōmu):een mode waarin Kamen Rider Den-O kan vliegen.
  - Climax Form (クライマックスフォーム, Kuraimakkusu Fōmu): een sterkere versie van Sword Form, met ook wat eigenschappen van de andere vormen.
  - Liner Form (ライナーフォーム, Rainā Fōmu): Den-O’s laatste vorm, verkregen toen Tarōs een speciaal zwaard maakte voor Ryotaro.

- Kamen Rider Zeronos (仮面ライダーゼロノス, Kamen Raidā Zeronosu), alias Yuto Sakurai (桜井 侑斗, Sakurai Yūto), is de tweede Kamen Rider in de serie. Hij kreeg zijn krachten en Rider Ticket van een toekomstige versie van zichzelf. Hij beschikt eveneens over meerdere vormen:
  - Altair Form (アルタイルフォーム, Arutairu Fōmu): de primaire vorm van Zeronos.
  - Vega Form (ベガフォーム, Bega Fōmu): een vorm die hij bereikt indien hij wordt bezeten door de Imagin Deneb. Fysiek sterker van de Altair Form, maar een stuk minder snel en wendbaar.
  - Zero Form (ゼロフォーム, Zero Fōmu): een mode die lijkt op Altair Form, maar dan met een rood pantser in plaats van groen.

- Kamen Rider Gaoh (仮面ライダーガオウ, Kamen Raidā Gaō, Masked Rider Gaoh), alias de Fang King (牙王, Gaō), is de derde Kamen Rider uit de serie. Hij komt uit een tijdperk van een grote oorlog, en wil de hele tijdruimte overnemen. Hij kent slechts 1 vorm, en beschikt over zijn eigen tijdtrein: de GaohLiner (ガオウライナー, Gaōrainā).

### Bijpersonages
- Hana (ハナ, Hana): een voormalig Singularity Point en een van de andere passagiers van de DenLiner. Zij helpt Ryotaro om een goede Kamen Rider te worden.
- Naomi (ナオミ, Naomi): een parttime lid van de DenLiner crew.
- Airi Nogami (野上 愛理, Nogami Airi): Ryotaro’s oudere zus, en eigenaar van een café genaamd Milk Dipper.
- Issē Miura (三浦 イッセー, Miura Issē): een vaste klant van Nogami’s café.
- Seigi Ozaki (尾崎 正義, Ozaki Seigi) Is een vaste klant van de milkdipper. hij is journalist van een klein news bedrijf waar ryotaor heeft gewerkt. hij is een playboy maar zijn ogen zijn alleen voor airi.
- The "Past Man" (過去の男, Kako no Otoko): een mysterieuze man die vooral in het verleden opduikt. Hij staat Ryotaro vaak bij.

### Imagin
De Imagin (イマジン, Imajin) zijn wezens uit de toekomst die het verleden willen veroveren. Niet alle Imagin zijn slecht: sommige van hen geven hun krachten aan de Kamen Riders.
Om het verleden te kunnen veranderen moet een Imagin eerst contact zoeken met een individu uit het betreffende tijdperk. Deze mensen staan bekend als de Imagin contractors.
- Kai (カイ, Kai): het meesterbrein achter de Imagin. Hij is zelf geen Imagin, maar laat de Imagin wel voor hem werken.

- Den-O's Imagin: dit zijn de Imagin die bij Kamen Rider Den-O horen, en van wie hij zijn krachten en gedaantes krijgt.

- Zeronos’ Imagin: de Imagin die bij Kamen Rider Zeronos horen.

- Evil Imagin: de hoofdgroep van de Imagin. Deze Imagin doen meestal maar in 1 aflevering mee, en staan aan de kant van Kai.

- Gigandeath (ギガンデス, Gigandesu): wezens waar bijna verslagen Imagin soms in veranderen. De Gigandeaths zijn kolossale hersenloze monsters, die enkel kunnen worden verslagen met een tijdtrein.

- Gaoh’s Imagin: de Imagin die Kamen Rider Gaoh dienen.

## Afleveringen
1. Here I Come! (俺、参上！, Ore, Sanjō!)
2. Ride on Time (ライド・オン・タイム, Raido On Taimu)
3. Outlaw Momotarō (アウトロー・モモタロー, Autorō Momotarō)
4. Get Out Oni! I am Serious (鬼は外！僕はマジ, Oni wa Soto! Boku wa Maji)
5. Will You Let Me Fish You? (僕に釣られてみる？, Boku ni Tsuraretemiru?)
6. A Swindler's Dignity (サギ師の品格, Sagishi no Hinkaku)
7. Jealousy Bomber (ジェラシー・ボンバー, Jerashī Bonbā)
8. Sad Melody, Love Memory (哀メロディ・愛メモリー, Ai Merodī Ai Memorī)
9. You Wept Over My Strength (俺の強さにお前が泣いた, Ore no Tsuyosa ni Omae ga Naita)
10. Hana in a Stormy Singularity Point (ハナに嵐の特異点, Hana ni Arashi no Tokuiten)
11. Madness, Delusion, Baby's Breath (暴走・妄想・カスミ草, Bōsō Mōsō Kasumisō)
12. Run Taros! (走れタロス！, Hashire Tarosu!)
13. Okay? Your Answer Doesn't Matter (いい？答えは聞いてない, Ii? Kotae wa Kiitenai)
14. Dance With Dragon (ダンス・ウィズ・ドラゴン, Dansu Wizu Doragon)
15. Bath Jack Panic (銭湯（バス）ジャック・パニック, Basu Jakku Panikku)
16. Star of Happiness, Criminal's Surrender (幸福の星、降伏の犯人（ホシ）, Kōfuku no Hoshi, Kōfuku no Hoshi)
17. That Guy Just Now! Already in the Past? (あの人は今！も過去？, Ano Hito wa Ima! Mo Kako?)
18. A Clockwork Fiancé (時計じかけの婚約者（フィアンセ）, Tokei Jikake no Fianse)
19. That Man, Zero's Start (その男、ゼロのスタート, Sono Otoko, Zero no Sutāto)
20. Let Me Say This to Start (最初に言っておく, Saisho ni Itte Oku)
21. Fighting Style (ケンカのリュウ儀, Kenka no Ryūgi)
22. An Unspeakable Future (ハナせない未来, Hanasenai Mirai)
23. Enter the Prince, Kneel Down to Him! (王子降臨、頭が高い！, Ōji Kōrin, Zu ga Takai!)
24. The Prince's Goodbye Lullaby (グッバイ王子のララバイ, Gubbai Ōji no Rarabai)
25. Climax Double Jump (クライマックスＷ（ダブル）ジャンプ, Kuraimakkusu Daburu Janpu)
26. The Ticket to God's Line (神の路線へのチケット, Kami no Rosen e no Chiketto)
27. The Diamond Thieving Fang (ダイヤを乱す牙, Daiya o Midasu Ga)
28. Too Lucky, Too Carried Away, Too Many Changes (ツキすぎ、ノリすぎ、変わりすぎ, Tsuki Sugi, Nori Sugi, Kawari Sugi)
29. Lucky Horror Show (ラッキー・ホラー・ショー, Rakkī Horā Shō)
30. Madam, How About the Fireworks? (奥さん花火どう？, Oku-san Hanabi Dō?)
31. Ai Need Yu (愛（アイ）・ニード・侑（ユウ）, Ai Nīdo Yū)
32. Last Train Card Zero! (終電カード・ゼロ！, Shūden Kādo Zero!)
33. Time Troubler Kohana (タイムトラブラー・コハナ, Taimu Toraburā Kohana)
34. The Time Interval Pianist (時の間（はざま）のピアニスト, Toki no Hazama no Pianisuto)
35. Tragic Revival: Card Zero (悲劇の復活カード・ゼロ, Higeki no Fukkatsu Kādo Zero)
36. No Possession, No Secession, Train Slash! (憑かず、離れず、電車斬り！, Tsukazu, Hanarezu, Densha Giri!)
37. I Have the Face for It, Don't I? (俺、そういう顔してるだろ？, Ore, Sōiu Kao Shiteru daro?)
38. The King Train Within the Train Terminal (電車の中の電車王, Densha no Naka no Denshaō)
39. The Rider Disappears As Well (そしてライダーもいなくなる, Soshite Raidā mo Inakunaru)
40. Change Imagin World (チェンジ・イマジン・ワールド, Chenji Imajin Wārudo)
41. Candy Scandal (キャンディ・スキャンダル, Kyandi Sukyandaru)
42. Memory Update (想い出アップデート, Omoide Appudēto)
43. Something Missing (サムシング・ミッシング, Samushingu Misshingu)
44. Resolution of a Single-Action (決意のシングルアクション, Ketsui no Shinguru Akushon)
45. Reliving a Blank Day (甦る空白の一日, Yomigaeru Kūhaku no Ichinichi)
46. Now to Reveal Love and Truth (今明かす愛と理（ことわり）, Ima Akasu Ai to Kotowari)
47. You Wept Over My End (俺の最期にお前が泣いた, Ore no Saigo ni Omae ga Naita)
48. Opposite Goodbyes… (ウラ腹な別れ・・・, Urahara na Wakare…)
49. The Climax Goes on No Matter What (クライマックスは続くよどこまでも, Kuraimakkusu wa Tsuzuku yo Dokomademo)

### Films
- Kamen Rider Den-O: I am Born! (仮面ライダー電王　俺、誕生！, Kamen Raidā Den'ō Ore, Tanjō!)

- Movie Edition: Kamen Rider Den-O & Kiva: Climax Deka (劇場版　仮面ライダー電王＆キバ　クライマックス刑事（デカ）, Gekijōban Kamen Raidā Den'ō ando Kiba Kuraimakkusu Deka)

- Saraba Kamen Rider Den-O The Movie: Final Countdown (劇場版 さらば仮面ライダー電王 ファイナル・カウントダウン ,Gekijōban Saraba Kamen Raidā Den'ō Fainaru Kauntodaun ({{{2}}})

### OVA
In samenwerking met Ishimori Productions, TV Asahi, ADK, en Toei, zijn enkele korte OVA's gemaakt over Den-O getiteldKamen Rider Den-O: Collection DVD: "Imagin Anime" (仮面ライダー電王 コレクションＤＶＤ「イマジンあにめ」, Kamen Raidā Den'ō Korekushon Dī Bui Dī Imajin Anime). Hierin komen super deformed versies van de primaire Imagin voor.

## Parodieën
In veel Japanse series komen parodieën voor op Kamen Rider Den-O. Zo bevat de serie Shin Chan een special waarin Shin Chan per ongeluk aan boord van de Denliner beland, en zelf een Kamen Rider wordt.

## Cast
- Ryotaro Nogami / Den-O Plat Form / Den-O Liner Form (野上 良太郎／電王プラットフォーム／電王ライナーフォーム, Nogami Ryōtarō / Den'ō Puratto Fōmu / Den'ō Rainā Fōmu) - Takeru Satoh (佐藤 健, Satō Takeru)
- Hana (ハナ, Hana) - Yuriko Shiratori (白鳥 百合子, Shiratori Yuriko)
  - Kohana (コハナ, Kohana) - Tamaki Matsumoto (松元 環季, Matsumoto Tamaki)
- Naomi (ナオミ, Naomi) - Rina Akiyama (秋山 莉奈, Akiyama Rina)
- Owner/Opening Narratie, StationMeester (オーナー／オープニングナレーション、駅長, Ōnā/ Ōpuningu Narēshon, Ekichō) - Kenjirō Ishimaru (石丸 謙二郎, Ishimaru Kenjirō)
- Airi Nogami (野上 愛理, Nogami Airi) - Wakana Matsumoto (松本 若菜, Matsumoto Wakana)
- Seigi Ozaki (尾崎 正義, Ozaki Seigi) - Akira Nagata (永田 彬, Nagata Akira) of Run&Gun
- Issē Miura (三浦 イッセー, Miura Issē) - Ryo Ueno (上野 亮, Ueno Ryō)
- Yuto Sakurai / Zeronos Altair Form / Zeronos Zero Form (桜井 侑斗／ゼロノス アルタイルフォーム／ゼロノス ゼロフォーム, Sakurai Yūto / Zeronosu Arutairu Fōmu / Zeronosu Zero Fōmu) - Yuichi Nakamura (中村 優一, Nakamura Yūichi)
- Kai (カイ, Kai) - Hideo Ishiguro (石黒 英雄, Ishiguro Hideo)
- Momotaros / M-Ryotaro / Den-O Sword Form / Den-O Climax Form (モモタロス／M良太郎／電王ソードフォーム／電王クライマックスフォーム, Momotarosu / Momo-Ryōtarō / Den'ō Sōdo Fōmu / Den'ō Kuraimakkusu Fōmu, Voice) - Toshihiko Seki (関 俊彦, Seki Toshihiko)
- Urataros / U-Ryutaro / Den-O Rod Form, Newt Imagin (ウラタロス／U良太郎／電王ロッドフォーム、ニュートイマジン, Uratarosu / Ura-Ryōtarō / Den'ō Roddo Fōmu, Nyūto Imajin, Voice) - Kōji Yusa (遊佐 浩二, Yusa Kōji)
- Kintaros / K-Ryotaro / Den-O Ax Form (キンタロス／K良太郎／電王アックスフォーム, Kintarosu / Kin-Ryōtarō / Den'ō Akkusu Fōmu, Voice) - Masaki Terasoma (てらそま まさき, Terasoma Masaki)
- Ryutaros / R-Ryotaro / Den-O Gun Form (リュウタロス／R良太郎／電王ガンフォーム, Ryūtarosu / Ryū-Ryōtarō / Den'ō Gan Fōmu, Voice) - Kenichi Suzumura (鈴村 健一, Suzumura Ken'ichi)
- Deneb / D-Yuto / Zeronos Vega Form / D-Ryotaro (デネブ／D侑斗／ゼロノス ベガフォーム／D良太郎, Denebu / Denebu-Yūto / Zeronosu Bega Fōmu / Denebu-Ryōtarō, Voice) - Hōchū Ōtsuka (大塚 芳忠, Ōtsuka Hōchū)

### Kostuumzcteurs
- Kamen Rider Den-O / Momotaros - Seiji Takaiwa (高岩 成二, Takaiwa Seiji)
- Urataros - Eitoku (永徳, Eitoku)
- Kintaros - Jirō Okamoto (岡元 次郎, Okamoto Jirō)
- Ryutaros - Toshihiro Ogura (おぐら としひろ, Ogura Toshihiro)
- Kamen Rider Zeronos - Makoto Ito (伊藤 慎, Itō Makoto)
- Deneb - Yoshifumi Oshikawa (押川 善文, Oshikawa Yoshifumi)
- Sieg - Naoki Nagase (永瀬 尚希, Nagase Naoki)

### Gastrollen
Net als vele Tokusatsu series, heeft Kamen Rider Den-O veel oude tokusatsu acteurs en actrices in gastrollen. Vier van de cast leden van den-o speelden ook in vorige tokusatsuseries, waarin zij grote rollen hadden. Rina Akiyama was voorheen Mana Kazaya in Kamen Rider Agito, Yuichi Nakamura was voorheen Kyosuke Kiriya in Kamen Rider Hibiki, Masaki Terasoma deed de stemmen van Shadow Moon in Kamen Rider Black, & Hōchū Ōtsuka deed de stem van Signalman in Gekisou Sentai Carranger.
- Yū Yamagoshi - Kazuki Namioka (voorheen Shirō Jinno/Demon Knight in Genseishin Justirisers and Shishimaru/Lion-Maru in Lion Maru G)
- Yumi Saitō - Hitomi Kurihara (voorheen Nanako Shimada in Kamen Rider Ryuki and Smart Lady in Kamen Rider 555)
- Crow Imagin (Stem) - Rintarō Nishi (voorheen Lt. Colonel Shadam in Gosei Sentai Dairanger)
- Masaru Honjō - Kenta Uchino (voorheen Teppei Kuze in Ultraman Mebius)
- Shūji Toyama - Shun Ueda (voorheen Hanpei Hattori in Android Kikaider)
- Shūjirō Hakamada - Hayato Ōshiba (voorheen Kenta Date/MegaRed in Denji Sentai Megaranger)
- Yuka Sawada - Hikari Mitsushima (voorheen Elly in Ultraman Max)
- Sieg / W-Ryotaro / Den-O Wing Form (ジーク／W良太郎／電王ウイングフォーム, Jīku / Uingu-Ryōtarō / Den'ō Uingu Fōmu, stem) - Shinichirō Miki (三木 眞一郎, Miki Shin'ichirō, Beste bekend voor zijn rollen als stem Kojiro in Pokémon & Kisuke Urahara in Bleach)
- Fang King / Kamen Rider Gaoh (牙王／仮面ライダーガオウ, Gaō / Kamen Raidā Gaō) - Hiroyuki Watanabe (渡辺 裕之, Watanabe Hiroyuki)
- Masashi Aoki - Kōhei Yamamoto (voorheen Kouta Bitou/Hurricane Yellow in Ninpuu Sentai Hurricaneger)
- Molech Imagin (Stem) - Hidenori Tokuyama (voorheen Sou Yaguruma/Kamen Rider TheBee/Kamen Rider Kick Hopper in Kamen Rider Kabuto)
- Machida - Takuma Sugawara (voorheen Tappei Mikami/Sazer Gans in Chouseishin Gransazer)
- Tōru Terasaki - Tsuyoshi Hayashi (voorheen Houji Tomasu/DekaBlue in Tokusou Sentai Dekaranger)
- Anthopper Imagin Kirigiris (stem) - Tomokazu Seki (voorheen stem van Buldont in Chouriki Sentai Ohranger and Bibidebi in Denji Sentai Megaranger)
- Kraken Imagin (stem) - Tetsu Inada (previously voiced Doggy Kruger/DekaMaster in Tokusou Sentai Dekaranger)
- Yamaguchi - Yoichi Furuya (voorheen Jun Yazumi in Ultraman Tiga)
- Leo Imagin (Voice) - Kazuhiro Yamaji (voorheen Kei Karasuma in Kamen Rider Blade)